# Sestav desetih tristranih prizem
Sestav desetih tristranih prizem je kiralno simetrična razporeditev desetih tristranih prizem, ki so razporejene vzdolž ozi s trojno vrtilno simetrijo ikozaedra.
Sklic v preglednici na desni se nanaša na seznam sestavov uniformnih poliedrov.

## Sorodni poliedri
Ta sestav ima enako razvrstitev oglišč kot trije uniformni poliedri.
| konveksna ogrinjača  | rombidodekadodekaeder            | ikozidodekaeder                     |
| rombiikozidodekaeder | sestav desetih tristranih prizem | sestav dvanajstih tristranih prizem |

## Vir
- Skilling, John (1976), »Uniform Compounds of Uniform Polyhedra«, Mathematical Proceedings of the Cambridge Philosophical Society, 79 (3): 447–457, doi:10.1017/S0305004100052440, MR 0397554.